# Sasivka, Kompaniivka
Sasivka (în ucraineană Сасівка) este o comună în raionul Kompaniivka, regiunea Kirovohrad, Ucraina, formată numai din satul de reședință.

## Demografie
Componența lingvistică a comunei Sasivka
     Ucraineană (96,73%)
     Rusă (2,65%)
     Alte limbi (0,63%)
Conform recensământului din 2001, majoritatea populației comunei Sasivka era vorbitoare de ucraineană (96,73%), existând în minoritate și vorbitori de rusă (2,65%).